# Gila (rivière)
Pour les articles homonymes, voir Gila.
 (août 2019).
Si vous disposez d'ouvrages ou d'articles de référence ou si vous connaissez des sites web de qualité traitant du thème abordé ici, merci de compléter l'article en donnant les références utiles à sa vérifiabilité et en les liant à la section « Notes et références ».
La Gila est une rivière des États-Unis et un affluent gauche du fleuve Colorado, long de 1 014 km, dans le sud-ouest des États-Unis.

## Géographie
Elle prend sa source au Nouveau-Mexique à proximité de la ligne continentale de partage des eaux d'Amérique du Nord et traverse la partie sud de l'Arizona. La rivière Gila conflue, en rive gauche du Colorado, à 36 m d'altitude,.
Après le traité de Guadalupe Hidalgo en 1848, elle a servi de frontière entre les États-Unis et le Mexique jusqu’en 1853, lorsque l’achat Gadsden a étendu le territoire américain au sud du fleuve.

## Hila Akimel O'Odham
Une tribu de Pimas (Akimel O'Odham, « les gens de la rivière »), les Hila Akimel O'Odham (« les gens de la rivière Gila »), a vécu sur les rivages de la rivière Gila avant l'arrivée d'explorateurs espagnols.
Leur mode de vie traditionnel (himdagĭ, parfois rendu en anglais par « Him-dak ») était (et est toujours) centré autour de la rivière, que l'on considère sacrée. Traditionnellement, le sable des bords de la rivière est utilisé comme un agent de exfoliation en se baignant (souvent dans des pluies torrentielles, particulièrement pendant la « mousson »).
Dans le Gila River Indian Community (GRIC), le mode de vie traditionnel était généralement mieux préservé que dans le SRPMIC. Certains spéculent que cela peut être en raison du fait que la rivière Gila, un aspect central du mode de vie traditionnel, coule toujours dans la réserve durant toute l'année (bien que de temps en temps, elle soit un cours d'eau intermittent), tandis que la rivière Salée ne le fait pas.